# Poriadie
Poriadie é um município da Eslováquia, situado no distrito de Myjava, na região de Trenčín. Tem 7,87 km² de área e sua população em 2018 foi estimada em 701 habitantes.

## Demografia
| Ano:        | 1994 | 2004   | 2014   | 2024   |
| ----------- | ---- | ------ | ------ | ------ |
| Broj ljudi: | 718  | 695    | 705    | 703    |
| Razlika:    |      | -3,20% | +1,43% | -0,28% |

| Ano:               | 2023 | 2024   |
| ------------------ | ---- | ------ |
| Número de pessoas: | 713  | 703    |
| Diferença:         |      | -1,40% |